# Edat d'or de l'islam

Mapa de l'expansió islàmica, 622-750 (marró cap a 622-632; taronja fosc 632-661; taronja clar 661-750)

L'edat d'or islàmica està tradicionalment datada entre la meitat del segle viii i la meitat del segle xiii. Durant aquest període, els artistes, enginyers, erudits, poetes, filòsofs, geògrafs i comerciants del món islàmic van contribuir en gran manera a l'agricultura, les arts, l'economia, a la indústria, al dret, la literatura, la navegació, la filosofia, les ciències, la sociologia i la tecnologia, a la vegada que conservaven les tradicions i aportaven invents i innovacions pròpies. Howard R. Turner va escriure que els artistes i científics musulmans, els prínceps i els treballadors van fabricar junts una cultura única que va influenciar les societats dels altres continents.
Es considera que aquest període s'inicià durant el regnat de Harun ar-Raixid del Califat Abbàssida (786-809), amb la inauguració de la Casa de la Saviesa de Bagdad, on els acadèmics de diferents cultures d'arreu del món es reunien per a traduir tot el coneixement clàssic a l'àrab. Aquesta esplendor arribà a la fi amb la caiguda del califat abbàssida arran de les invasions mongòliques i el Setge de Bagdad de 1258. Alguns acadèmics contemporanis, però, marquen la fi de l'Edat d'Or de l'Islam a les darreries dels segles xv i xvi.

## Història dels conceptes
La metàfora d'«edat d'or» apareix per primer cop al segle xix en els textos orientalistes que parlen sobre la història de l'Islam. Qualsevol definició del terme és ambigua, i depenent si s'hi fa èmfasi en les gestes culturals o militars, es pot fer referència a intervals de temps molt diferents. Per aquesta raó, un autor pot afirmar que l'Edat d'Or de l'Islam coincideix amb la durada del califat, o "fins a sis segles i mig", mentre un altre diria que la seva fi té lloc no més tard que unes dècades després de les conquestes del Primer califat, amb la mort d'Úmar ibn al-Khattab i la Primera fitna.

## Causes

### Influència religiosa
Els diversos mandats alcorànics i els hadit, que donen valor a l'educació i subratllen la importància d'adquirir coneixements, van tenir un paper vital a l'hora d'influir en els musulmans d'aquesta època en la seva recerca de coneixement i el desenvolupament del cos de la ciència.

### Patrocini del govern
Els governants musulmans va patrocinar molt els estudiosos, i els millors erudits i traductors notables, com Hunayn ibn Ishaq, tenien sous que s'estima que són l'equivalent als atletes professionals actuals. La Casa de la Saviesa va ser una biblioteca establerta a la Bagdad abbàssida pel califa al-Mansur l'any 825, inspirada en l'Acadèmia de Gundixapur.

### Obertura a influències diverses
Durant l'Edat d'or de l'islam, els musulmans van mostrar un fort interès per assimilar el coneixement científic de les civilitzacions que havien estat conquerides. Moltes obres clàssiques de l'antiguitat que d'altra manera es podrien haver perdut van ser traduïdes del grec, el siríac, el persa mitjà i el sànscrit al siríac i l'àrab, algunes de les quals posteriorment es van traduir a altres idiomes com l'hebreu i el llatí.
Els cristians, especialment els nestorians, van contribuir a la civilització islàmica durant el govern dels omeies i els abbàssides traduint obres de filòsofs grecs i de la ciència antiga al siríac i després a l'àrab. També van destacar en molts camps, en particular la filosofia, la ciència (com Hunayn ibn Ishaq, Yusuf al-Khuri, Al Himsi, Qusta ibn Luqa, Joan Mesué el Vell, el patriarca Eutiqui d'Alexandria i Jabril ibn Bukhtishu) i la teologia. Durant molt temps els metges personals dels califes abbàssides havien estat cristians assiris, i entre les famílies cristianes més destacades que van servir com a metges dels califes hi havia els Bukhtishu. Entre els segles IV i VII, es va traduir l'obra conservada des del període hel·lenístic i l'erudita cristiana en les llengües grega i siríaca. Entre els centres destacats d'aprenentatge i transmissió de la saviesa clàssica hi havia col·legis cristians com l'Escola de Nisibis i l'Escola d'Edessa, el centre d'aprenentatge pagà a Harran i el famós hospital i Acadèmia de Gundixapur, que era el centre intel·lectual, teològic i científic de l'Església d'Orient. Molts estudiosos de la Casa de la Saviesa eren de procedència cristiana i va ser dirigida pel metge cristià Hunayn ibn Ishaq, amb el suport de la medicina romana d'Orient. Es van traduir moltes de les obres filosòfiques i científiques més importants del món antic, incloent l'obra de Galè, Hipòcrates, Plató, Aristòtil, Claudi Ptolemeu i Arquimedes. Els perses van tenir una notable contribució a l'edat d'or islàmica en tots els camps de l'esforç cultural.
La influència cultural es va irradiar cap a l'exterior des de Bagdad, però amb la conquesta de Bagdad en 1258 i la destrucció mongola del califat abbàssida, la influència àrab va disminuir, en Iran i l'Àsia central, que es van beneficiar de l'augment de l'accés intercultural a l'Àsia oriental sota el Pax Mongolica, van florir i es van desenvolupar de manera més distintiva a partir de la influència àrab sota la dinastia timúrida.

### Nova tecnologia
Amb un sistema d'escriptura nou i més fàcil, i la introducció del paper, la informació es va democratitzar fins al punt que, probablement per primera vegada a la història, es va poder viure només d'escriure i vendre llibres. L'ús del paper es va estendre des de la Xina a les regions musulmanes al segle VIII després de la batalla del Talas, on una força formada per àrabs i kirguisos van derrotar els xinesos frenant la seva expansió cap a l'oest, els vencedors van fer presoners nombrosos xinesos dels quals van aprendre les tècniques de la fabricació del paper. Samarcanda esdevindria el primer centre productor de paper del món musulmà millorant el procediment de fabricació i també fou important el Khorasan, arribant a la península Ibèrica al segle x. El paper era més fàcil de fabricar que el pergamí, amb menys probabilitats de trencar-se que el papir, i podia absorbir la tinta, dificultant l'esborrat i fent-lo ideal per portar registres. Els fabricants de paper islàmics van idear mètodes en línia de muntatge de còpia manual de manuscrits per produir edicions molt més grans que les disponibles a Europa durant segles. Va ser d'aquests països on la resta del món va aprendre a fer paper amb lli.

## L'educació
La centralitat de les Escriptures i el seu estudi en la tradició islàmica van ajudar a fer de l'educació un pilar central de la religió sempre i arreu de l'Islam. La importància de l'aprenentatge en la tradició islàmica es reflecteix en una sèrie d'hadiths atribuïts a Mahoma, inclòs un que diu "Buscar el coneixement és obligatori per a tots els musulmans". Es considerava que s'aplicava especialment als estudiosos, però també fins a cert punt al públic musulmà més ampli, com s'exemplifica amb el dictum de Burhan al-Din al-Zarnuji, "l'aprenentatge està prescrit per a tots nosaltres". Tot i que és impossible calcular les taxes d'alfabetització a les societats islàmiques premodernes, és gairebé segur que eren relativament altes, almenys en comparació amb les seves contraparts europees.
L'educació començava a una edat jove amb l'estudi d'àrab i l'Alcorà, a casa o en una escola primària, sovint annexa a una mesquita. Alguns estudiants després procedien a la formació en tafsir (exegesi alcorànica) i fiqh (jurisprudència islàmica), que es considerava especialment important. L'educació es centrava en la memorització, però també va formar els estudiants més avançats per participar com a lectors i escriptors en la tradició del comentari dels textos estudiats. També va implicar un procés de socialització dels aspirants a estudiosos, que provenien de pràcticament tots els orígens socials, a les files dels ulemes.
Durant els primers segles de l'Islam, els entorns educatius eren totalment informals però als segles xi i xii les elits governants van començar a establir institucions d'aprenentatge religiós superior conegudes com a madrasses en un esforç per aconseguir el suport i la cooperació dels ulemes. Les madrasses aviat es van multiplicar per tot el món islàmic ajudant a difondre l'aprenentatge islàmic més enllà dels centres urbans i a unir diverses comunitats islàmiques en un projecte cultural compartit. Tot i això, la instrucció es va mantenir centrada en les relacions individuals entre els estudiants i el seu professor. L'acreditació formal de l'assoliment educatiu, ijazah, era atorgada per un erudit en particular més que per la institució, i va situar el seu titular dins d'una genealogia d'estudiosos, que era l'única jerarquia reconeguda en el sistema educatiu. Mentre que els estudis formals a les madrasses estaven oberts només als homes, les dones de famílies urbanes destacades eren habitualment educades en entorns privats i moltes d'elles rebien i més tard emetien ijazahs en estudis de hadith, cal·ligrafia i recitació de poesia. Les dones treballadores aprenien textos religiosos i habilitats pràctiques principalment les unes de les altres, encara que també rebien una mica d'instrucció amb homes a les mesquites i cases particulars.
Les madrasses es dedicaven principalment a l'estudi del dret, però també oferien altres assignatures com la teologia, medicina i matemàtiques. El complex de la madrassa consistia generalment en una mesquita, una pensió i una biblioteca, estaven mantingudes per un waqf (dotació caritativa), que pagava els sous dels professors, les despeses dels estudiants i sufragava els costos de construcció i manteniment. La madrassa era diferent d'una universitat moderna perquè no tenia un pla d'estudis estandarditzat o un sistema de certificació institucionalitzat.
Els musulmans distingien les disciplines heretades de les civilitzacions preislàmiques, com la filosofia i la medicina, que anomenaven "ciències dels antics" o "ciències racionals", de les ciències religioses islàmiques. Les ciències d'aquest tipus van florir durant diversos segles, i la seva transmissió va formar part del marc educatiu de l'islam clàssic i medieval. En alguns casos, van ser recolzats per institucions com la Casa de la Saviesa a Bagdad, però més sovint es transmetien de manera informal de professor a estudiant.
La Universitat al-Qarawiyyin, fundada l'any 859 dC, és considerada la universitat més antiga del món encara en funcionament per la UNESCO, i juntament amb la Universitat d'al-Azhar del Caire, fundada en 978, i la Universitat Zituna de Tunis són els punts de referència cultural i religiosa més importants del mon islàmic.

## Legislació
El pensament jurídic es va desenvolupar gradualment en cercles d'estudi on els estudiosos es reunien per aprendre d'un mestre i discutir temes religiosos. Al principi, aquests cercles eren fluids pel que fa als seus membres, però amb el temps van cristal·litzar diferents màdhhab o escoles jurídiques regionals al voltant de conjunts compartits de principis metodològics. A mesura que les escoles es van delimitar clarament, l'autoritat dels seus principis doctrinals la tenia el mestre jurista fundador de l'escola. En els tres primers segles de l'Islam, totes les escoles jurídiques van arribar a acceptar les línies generals de la teoria jurídica clàssica, segons la qual la llei islàmica havia d'estar fermament arrelada a l'Alcorà i als hadith. Degut als diversos punts de vista engendrats per les diferents interpretacions, durant els dos primers segles d'existència de l'islam es van desenvolupar nombroses escoles (màdhhabs) de jurisprudència, de les quals actualment solament en resten actives quatre dins del sunnisme (les escoles xafiïta, hanafita, malikita i hanbalita, que malgrat llurs diferències es reconeixen totes com a legítimes) i una dins del xiisme (la jafarita).
La teoria clàssica de la jurisprudència islàmica estableix com s'han d'interpretar les escriptures des del punt de vista de la lingüística i la retòrica, i inclou mètodes per establir l'autenticitat d'un hadith i per determinar quan la força legal d'un passatge bíblic és abrogada per un passatge més recent. A més de l'Alcorà i la sunna, la teoria clàssica del fiqh sunnita reconeix també com a fonts del dret el consens jurídic (ijma) i el raonament analògic (qiyàs), així doncs estudia l'aplicació i els límits de l'analogia, així com el valor i els límits del consens juntament amb altres principis metodològics, alguns només acceptats per certes escoles jurídiques. Aquest aparell interpretatiu es reuneix en l'ijtihad, que fa referència a l'esforç d'un jurista en un intent d'arribar a una decisió sobre una qüestió concreta. La teoria de la jurisprudència xiïta imamista és semblant a la de les escoles sunnites amb algunes diferències, com ara el reconeixement de la raó (aql) com a font de dret en lloc de les qiyas i l'extensió de la noció de sunnah per incloure les tradicions dels imams.
El cos de dret substantiu islàmic va ser creat per juristes independents (muftis). Les seves opinions legals (fatwas) eren preses en compte pels jutges nomenats pels governants que presidien els tribunals de cadís, i pels tribunals maẓālim, que eren controlats pel consell del governant i administraven el dret penal.

## Teologia
La teologia islàmica clàssica va sorgir d'una primera controvèrsia doctrinal que va enfrontar el moviment ahl al-hadith, liderat per Àhmad ibn Hànbal, que considerava que l'Alcorà i l'autèntic hadiz eren l'única autoritat acceptable en qüestions de fe, amb els mutazilites i altres corrents teològics que van desenvolupar doctrines teològiques utilitzant mètodes racionalistes. L'any 833 el califa al-Ma'mun va intentar imposar la teologia mutazilita a tots els erudits religiosos i va instituir una inquisició (mihna), però els intents d'imposar un escrit califal en qüestions d'ortodòxia religiosa finalment van fracassar. Aquesta controvèrsia va persistir fins que Abu-Mansur al-Maturidí va trobar un punt mitjà entre el racionalisme mutazilita i el literalisme hanbalita, utilitzant els mètodes racionalistes defensats pels mutazilites per defensar la majoria dels principis substantius mantinguts per ahl al-hadith. Un compromís alternatiu entre el racionalisme i el literalisme va sorgir de l'obra d'Abu-Mansur al-Maturidí i, tot i que una minoria d'estudiosos es va mantenir fidel al primer credo ahl al-hadith, la teologia Ash'ari i Maturidi va arribar a dominar l'islam sunnita des del segle x.

## Filosofia
Avicenna i Averrois van tenir un paper important en la interpretació de les obres d'Aristòtil, les idees del qual van arribar a dominar el pensament no religiós dels mons cristià i musulmà. La influència dels filòsofs islàmics a Europa va ser especialment forta en la filosofia natural, la psicologia i la metafísica, encara que també va influir en l'estudi de la lògica i l'ètica.

## Matemàtica

### Àlgebra
El matemàtic persa Muhàmmad ibn Mussa al-Khwarazmí va tenir un paper important en el desenvolupament de l'àlgebra, l'aritmètica i els nombres aràbics i ha estat descrit com el fundador de l'àlgebra. Al matemàtic persa Omar Khayyam se li atribueix la identificació dels fonaments de la geometria analítica i va trobar la solució geomètrica general de l'equació de tercer grau. El seu llibre Tractat sobre la demostració de problemes d'àlgebra de 1070, que va establir els principis de l'àlgebra, forma part del cos de les matemàtiques perses que finalment es va transmetre a Europa. Un altre matemàtic persa, Xàraf-ad-Din at-Tussí, va trobar solucions algebraiques i numèriques a diversos casos d'equacions cúbiques, i va desenvolupar el concepte de funció.

### Geometria

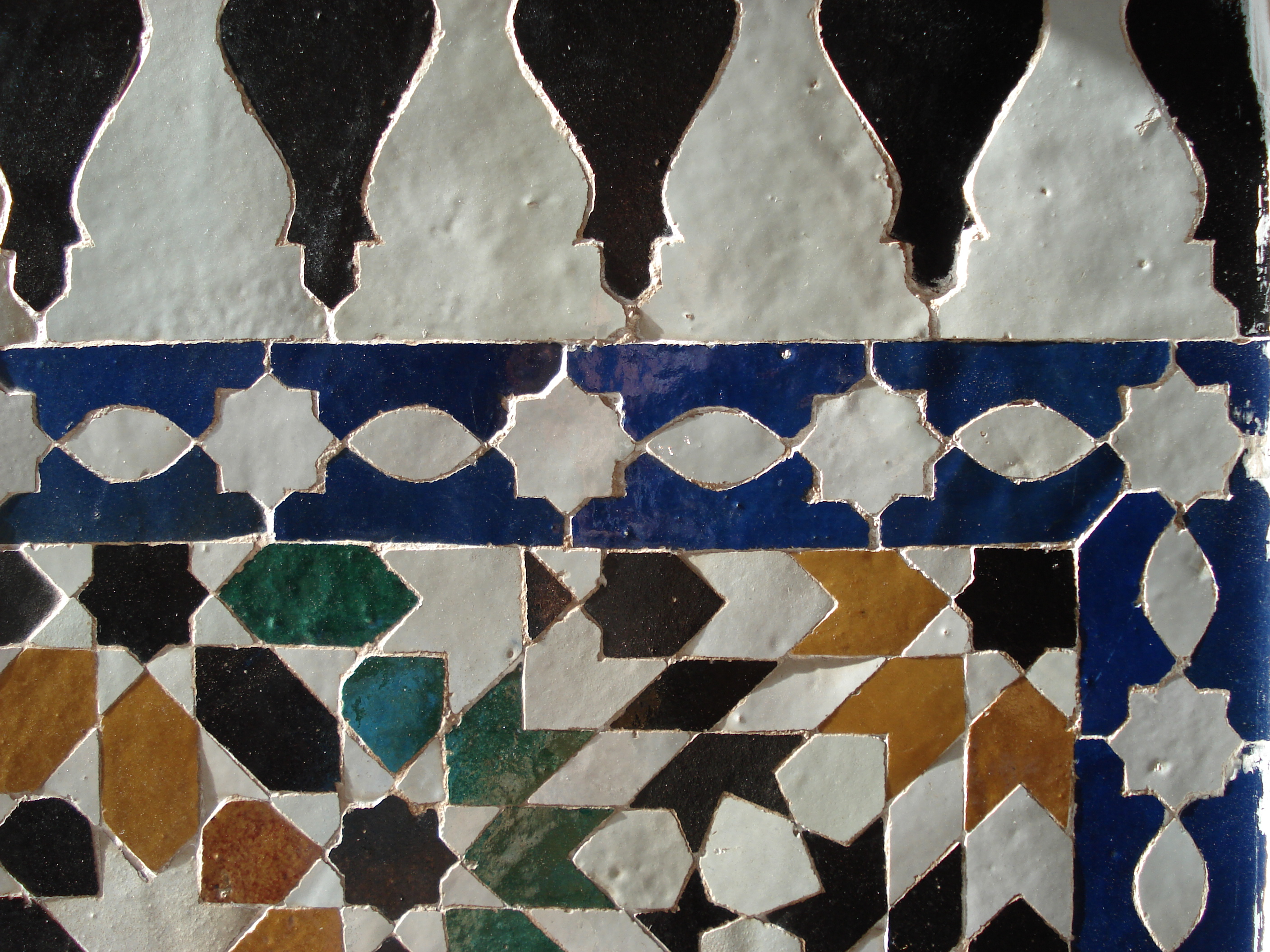
Detall d'un panell de «zellige» de Marràqueix

L'art islàmic fa ús de patrons geomètrics i simetries en moltes de les seves formes d'art, sobretot en rajoles girih que es formen mitjançant un conjunt de cinc formes de rajoles amb tots els costats de la mateixa longitud i tots els seus angles són múltiples de 36° (π/5 radians) oferint simetries de cinc i deu vegades. Les rajoles estan decorades amb línies de tirants (girih), generalment més visibles que els límits de les rajoles. El 2007, els físics Peter Lu i Paul Steinhardt van argumentar que els girih del segle XV s'assemblen a una tessel·lació de Penrose quasicristal·lina. La decoració amb rajoles geomètriques zellige son un element distintiu de l'arquitectura marroquina. Les voltes mocàrabs són tridimensionals però es van dissenyar en dues dimensions amb dibuixos de cel·les geomètriques. L'estimació de π d'al-Kaixí no seria superada durant 180 anys.

### Trigonometria

Un triangle etiquetat amb les components de la llei dels sins. A, B i C majúscules són els angles, i les minúscules a, b, c els costats oposats a ells. (a s'oposa a A, etc.)

Ibn Muadh al-Jayyaní és un dels diversos matemàtics islàmics als quals s'atribueix el teorema del sinus; va escriure Kitab mayhulat qisi al-qura, (Llibre de les incògnites dels arcs de l'esfera) al segle XI. Aquesta fórmula relaciona les longituds dels costats de qualsevol triangle, en lloc de només triangles rectangles, amb els sinus dels seus angles. Segons la llei,
{\displaystyle {\frac {\sin A}{a}}\,=\,{\frac {\sin B}{b}}\,=\,{\frac {\sin C}{c}}.}
on a, b, i c són les longituds dels costats d'un triangle, i A, B, i C els angles oposats.

### Càlcul
Ibn al-Hàytham va descobrir la fórmula de la suma de la quarta potència, utilitzant un mètode que es podia utilitzar generalment per determinar la suma de qualsevol potència integral. Va utilitzar això per trobar el volum d'un paraboloide. Va poder trobar la fórmula integral per a qualsevol polinomi sense haver desenvolupat una fórmula general.

## Ciències Naturals

### Mètode científic
Ibn al-Hàytham va ser una figura significativa en la història del mètode científic, especialment en el seu enfocament a l'experimentació, i ha estat descrit com el "primer científic veritable del món".
Avicenna va establir regles per provar l'eficàcia dels fàrmacs, incloent-hi que l'efecte produït pel fàrmac experimental s'hauria de veure constantment o després de moltes repeticions, per ser comptat. i es recomana utilitzar el control per a la investigació clínica. La seva obra Al-qanun fi al-tibb (Cànon de la Medicina) sol ser considerada com una de les més importants de la història de la medicina, ja que va constituir la referència per antonomàsia a tot Europa fins a l'arribada de la Il·lustració

### Astronomia
L'astronomia a l'Islam va poder créixer molt a causa del factor geogràfic en estar a prop de les terres dels antics grecs que havien deixat un valuós coneixement del cel en manuscrits. Durant la dinastia abbàssida després del moviment de la capital l'any 762 dC a Bagdad, els traductors van ser patrocinats per traduir textos grecs a l'àrab, aconseguint que moltes obres científiques importants de Galè, Claudi Ptolemeu, Aristòtil, Euclides, Arquimedes i Apol·loni de Perge fossin traduïdes a l'àrab. A partir d'aquestes traduccions, el coneixement del cosmos fins llavors oblidat es va utilitzar per avançar als pensadors astrològics actuals. El segon factor clau del creixement de l'astronomia eren les observacions religioses seguides pels musulmans, que esperaven la pregaria hores exactes del dia i un coneixement de les direccions precises dels llocs sagrats. Aquestes observacions en el cronometratge van donar lloc a moltes preguntes en l'astronomia matemàtica grega anterior, especialment el seu cronometratge.

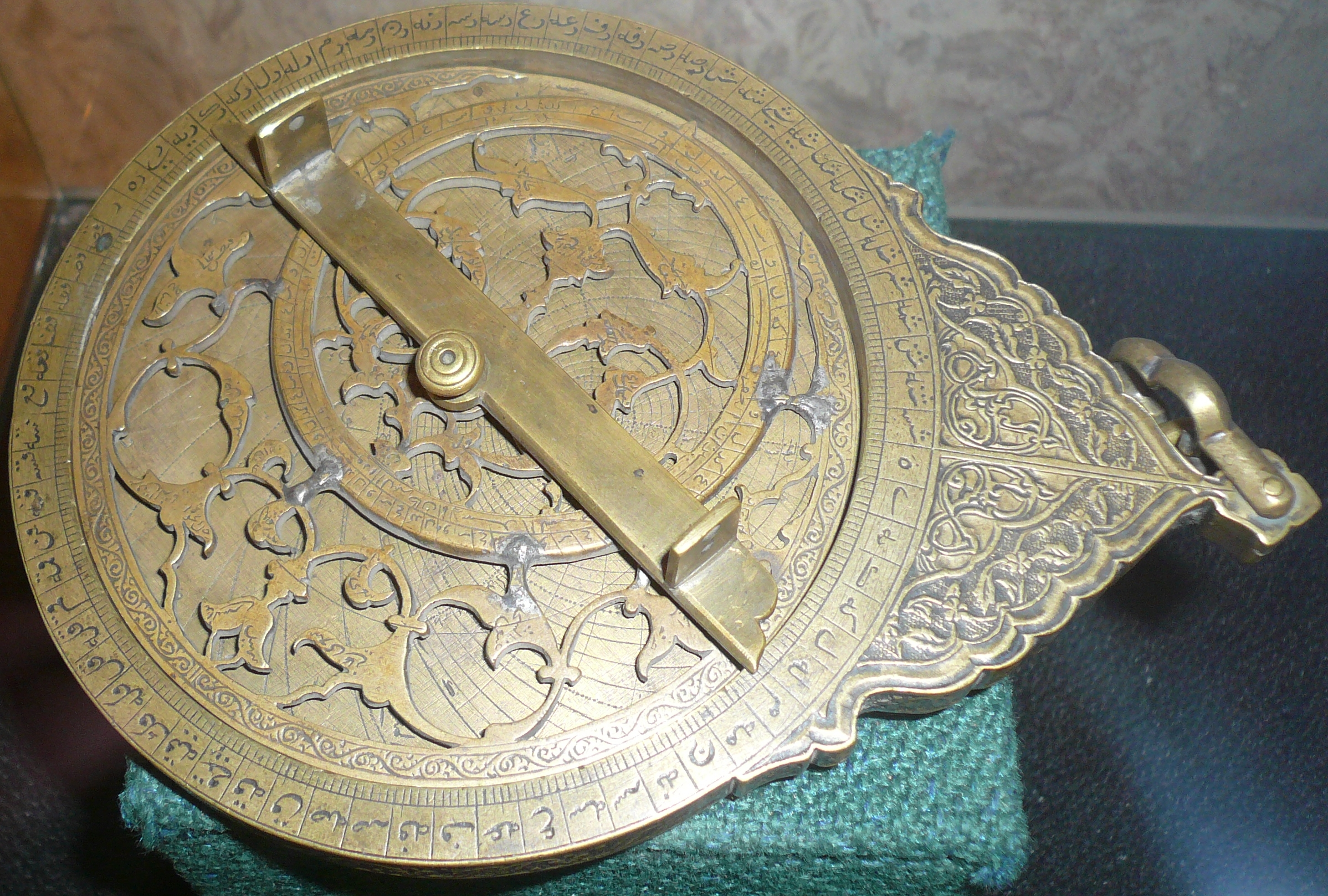
Astrolabi a l'Amir Timur Museum (Taskent, Uzbekistan)

L'astrolabi, un model bidimensional portàtil del cel que pot resoldre problemes d'astronomia esfèrica va ser un invent grec que va ser una peça important de l'astronomia àrab. Està format per línies d'altitud i azimut amb un índex, horitzó, cercle horari, zenit, rete, punter estel·lar i equador per mostrar amb precisió on es troben les estrelles en aquell moment donat. L'ús de l'astrolabi s'explica en el tractat Sobre l'astrolabi d'Al-Farghaní a causa de la manera matemàtica que va aplicar l'instrument a l'astrologia, l'astronomia i el cronometratge, i el més antic conegut que existeix prové del període islàmic, fet per Nasṭūlus a Bagdad el 927-928.
Cap a l'any 964 dC, l'astrònom persa Abd-ar-Rahman as-Sufí, escrivint al seu Llibre d'estrelles fixes, fou el primer a descriure la gran galàxia d'Andròmeda, la galàxia espiral més propera a la Via Làctia. que va qualificar de petit núvol.
Un dels majors avenços de l'astronomia islàmica va ser el rebuig del sistema ptolemaic dels planetes, que situava el sol, la lluna i altres planetes en òrbita al voltant de la Terra movent-se en cercles anomenats epicicles i que els seus centres cavalcaven sobre deferents excèntrics, i el moviment angular d'un planeta era uniforme al voltant de l'equant que era un punt oposat al centre deferent. Un dels primers a criticar aquest model va ser Ibn al-Hàytham al segle xi, i al segle xiii, Nassir-ad-Din at-Tussí va construir l'Observatori de Maragha al que avui és l'Iran. at-Tussí va trobar l'equant insatisfactori i el va substituir afegint una tècnica geomètrica anomenada parell de Tussí, que genera un moviment lineal a partir de la suma de dos moviments circulars. Aleshores, Ibn al-Shatir, que treballava a Damasc l'any 1350 dC, va emprar el parell de Tussí per eliminar amb èxit l'equant i altres cercles desagradables que Ptolemeu havia utilitzat, però aquest desenvolupament i els dels astrònoms de Maragha, va romandre relativament desconegut a l'Europa medieval. El parell de Tussí es va emprar més tard en el model geocèntric d'Al-Fadl ibn Sàlih i en el model heliocèntric de Nicolau Copèrnic encara que no se sap qui és l'intermediari o si Copèrnic va redescobrir la tècnica de manera independent. Els noms d'algunes de les estrelles utilitzades, com Betelgeuse, Rigel, Vega, Aldebaran i Fomalhaut són diversos dels noms que provenen directament d'orígens àrabs o són les traduccions de les descripcions gregues de Ptolemeu que encara estan en ús avui dia.

### Física
Ibn al-Hàytham va tenir un paper en el desenvolupament de l'òptica. Una de les teories de la visió predominants en el seu temps i lloc va ser la teoria de l'emissió recolzada per Euclides i Claudi Ptolemeu, on la vista funcionava per l'ull que emetia raigs de llum, i l'altra era la teoria aristotèlica que la vista funcionava quan l'essència dels objectes flueix a l'interior dels ulls. Ibn al-Hàytham va argumentar correctament que la visió es va produir quan la llum, viatjant en línies rectes, es reflecteix en un objecte als ulls. Al-Biruní va escriure sobre els seus coneixements sobre la llum, afirmant que la seva velocitat ha de ser immensa en comparació amb la velocitat del so.

### Química

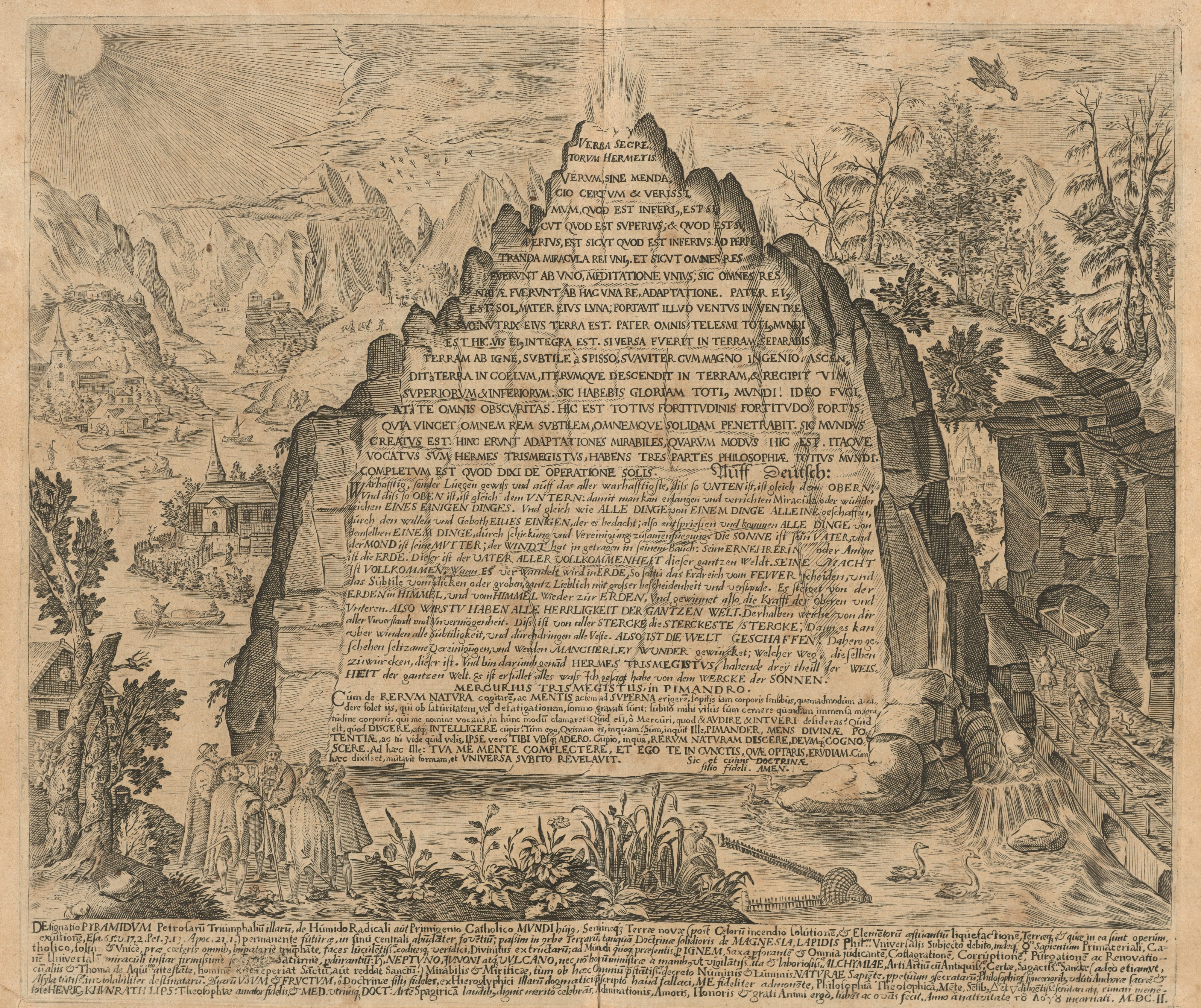
Taula de Maragda

El primer període islàmic va veure l'establiment d'alguns dels marcs teòrics de més duració de l'alquímia i la química. La teoria del sofre-mercuri dels metalls, descrita per primera vegada a "El secret de la creació" de pseudo-Apol·loni de Tíana i en els escrits àrabs atribuïts a Jàbir ibn Hayyan continuaria sent la base de totes les teories de la composició metàl·lica fins al segle xviii. De la mateixa manera, la Taula de Maragda, un text compacte i críptic que tots els alquimistes posteriors, fins i tot Isaac Newton considerarien com la base del seu art, apareix per primera vegada a El secret de la creació i en una de les obres atribuïdes. a Jābir.
També es van fer avenços substancials en la química pràctica. Les obres atribuïdes a Jàbir, i les de l'alquimista i metge persa Ar-Razí, contenen les classificacions sistemàtiques més antigues conegudes de substàncies químiques. Tanmateix, els alquimistes no només estaven interessats a identificar i classificar les substàncies químiques, sinó també a crear-les artificialment. Exemples significatius del món islàmic medieval inclouen la síntesi de clorur d'amoni a partir de substàncies orgàniques tal com es descriu en els treballs atribuïts a Jàbir, i els experiments d'Ar-Razí amb vitriol, que eventualment portarien al descobriment per alquimistes llatins del segle xiii com Pseudo-Geber. d'àcids minerals com l'àcid sulfúric i l'àcid nítric.

### Geodèsia
Al-Biruní va ser un important contribuïdor a la geodèsia i la geografia, introduint tècniques de mesurament de la terra per triangulació, i calculant que el radi de la Terra hauria de ser 6.339,6 km, la millor de l'època.

### Biologia
En el sistema cardiovascular, Ibn an-Nafís, en el seu Comentari a l'anatomia al cànon d'Avicenna, va ser el primer erudit conegut que va contradir l'afirmació de l'escola de Galè que la sang podia passar entre els ventricles del cor a través del septe interventricular cardíac que els separa, dient que no hi ha pas entre els ventricles en aquest punt. En canvi, va argumentar correctament que tota la sang que arribava al ventricle esquerre ho feia després de passar pel pulmó. També va afirmar que hi ha d'haver petites comunicacions, o porus, entre l'artèria pulmonar i la vena pulmonar, una predicció que va precedir el descobriment dels capil·lars pulmonars de Marcello Malpighi 400 anys. No és clar si la seva visió de la circulació pulmonar va influir en científics com Miquel Servet.
Sobre el sistema nerviós, Ar-Razí va afirmar que els nervis tenien funcions motores o sensorials, descrivint 7 nervis cranials i 31 de la medul·la espinal, assignant un ordre numèric als nervis cranials des de l'òptic fins als nervis hipoglosos. Va classificar els nervis espinals en 8 nervis cervicals, 12 toràcics, 5 lumbars, 3 sacres i 3 coccigis utilitzant-ho per relacionar els signes clínics de lesió amb la ubicació corresponent de les lesions del sistema nerviós.
Els comentaristes moderns han comparat els relats medievals de la "lluita per l'existència" en el regne animal amb el marc de la teoria de l'evolució. Així, en la seva investigació sobre la història de les idees que van conduir a la teoria de la selecció natural, Conway Zirkle va assenyalar que al-Jàhidh segle ix parlava d'una "lluita per l'existència" en el seu Kitab al-hayawan (Llibre dels animals). Al segle xiii, Nassir-ad-Din at-Tussí creia que els humans derivaven d'animals avançats, dient: "Aquests humans [probablement simis antropoides] viuen al Sudan occidental i altres racons llunyans del món. Estan a prop dels animals pels seus hàbits, fets i comportament". El 1377, Ibn Khaldun a la seva Muqaddimah va afirmar: "El regne animal es va desenvolupar, la seva espècie es va multiplicar i, en el procés gradual de la Creació, va acabar en l'home i va sorgir de el món dels micos".

## Enginyeria
Els germans Banu Mussa, en el seu Llibre dels autòmats del segle ix, descriuen un tocador de flauta automàtic que podria haver estat la primera màquina programable, en la que els sons de la flauta eren produïts a través del vapor calent i l'usuari podia ajustar el dispositiu a diversos patrons perquè poguessin obtenir-ne diversos sons. Els germans van contribuir a la Casa de la Saviesa, un centre d'investigació establert pel califat abbàssida considerada la primera universitat de la història.
L'erudit i inventor del segle XII Ismail al-Jazarí, en els seus escrits descriu nombrosos dispositius mecànics, idees sobre l'automatització i els mètodes de construcció, el més notable d'ells és el rellotge de l'elefant, i a finals del segle xvi, l'otomà Taqí-d-Din Muhàmmad ibn Maruf va escriure sobre un mecanisme que funcionava amb l'aplicació d'energia de vapor descrivint un espit auto-rotatiu que va ser girat per la direcció del vapor cap a les pales del mecanisme que després gira la roda a l'extrem d'un eix, una tecnologia que seria una part important del desenvolupament de la turbina de vapor.

## Ciències Socials
Es considera que Ibn Khaldun és un dels pares fundadors de la historiografia moderna i també de la sociologia i l'economia.
L'arxivisme va ser una posició respectada durant aquesta època a l'Islam, tot i que la majoria dels documents de govern s'han perdut amb el temps. Tot i això, a partir de la correspondència i la documentació restant, es dona una pista del clima social i també mostra que els arxius eren detallats i extensos durant la seva època. Totes les cartes rebudes o enviades en nom dels òrgans de govern van ser copiades, arxivades i anotades per a l'arxiu. La posició de l'arxiver era vista com una que havia de tenir un alt nivell de devoció, ja que tenien els registres de totes les transaccions pertinents.

## Atenció sanitària

### Hospitals
El primer hospital islàmic conegut es va construir l'any 805 a Bagdad per ordre de Harun ar-Raixid, i el més important dels hospitals de Bagdad va ser establert l'any 982 pel governant buwàyhida Àdud-ad-Dawla. Els primers hospitals islàmics millor documentats són els grans establiments sirioegipcis dels segles XII i XIII. Al segle X, Bagdad tenia cinc hospitals més, mentre que Damasc tenia sis hospitals al segle XV i només Còrdova tenia 50 hospitals importants, molts d'ells exclusivament per a militars.
L'hospital tipus es dividia en departaments com ara malalties sistèmiques, cirurgia i ortopèdia, amb hospitals més grans amb especialitats més diverses. Les "malalties sistèmiques" eren l'equivalent aproximat de la medicina interna actual i es van dividir a més en seccions com ara febre, infeccions i problemes digestius. Cada departament tenia un oficial a càrrec, un oficial que presideix i un especialista supervisor. Els hospitals també tenien sales de conferències i biblioteques. El personal dels hospitals incloïa inspectors sanitaris, que regulaven la neteja, i comptadors i altre personal administratiu. Normalment, els hospitals eren dirigits per una junta de tres persones formada per un administrador no mèdic, el farmacèutic en cap, anomenat shaykh saydalani, que era igual en rang que el metge en cap, que exercia com a mutwalli (degà). Les instal·lacions mèdiques tradicionalment tancaven cada nit, però al segle X es van aprovar lleis per mantenir els hospitals oberts les 24 hores del dia.
Per als casos menys greus, els metges van dotar de personal ambulatori. Les ciutats també tenien centres de primers auxilis dotats de metges per a emergències que sovint es trobaven en llocs públics concorreguts, com ara grans reunions per a les oracions dels divendres. La regió també comptava amb unitats mòbils formades per metges i farmacèutics que se suposava que havien de cobrir les necessitats de comunitats remotes. També se sabia que Bagdad tenia un hospital separat per als condemnats des de principis del segle X després que el visir 'Ali ibn Isa ibn Jarah ibn Thabit escrivia al cap de metges de Bagdad que "les presons han de tenir els seus propis metges que els haurien d'examinar cada dia". El primer hospital construït a Egipte, al barri del sud-oest del Caire, va ser el primer centre documentat per atendre malalties mentals.
Els estudiants de medicina acompanyarien els metges i participarien en l'atenció al pacient. Els hospitals d'aquesta època van ser els primers a requerir diplomes mèdics per autoritzar els metges. La prova de llicència va ser administrada pel director mèdic designat pel govern de la regió. La prova tenia dos passos; el primer era escriure un tractat, sobre el tema que el candidat desitjava obtenir un certificat, d'investigació original o comentari de textos existents, que se'ls animava a examinar per detectar errors. El segon pas va ser respondre preguntes en una entrevista amb el metge en cap. Els metges treballaven hores fixes i els salaris del personal mèdic estaven fixats per llei. Per regular la qualitat de l'atenció i arbitrar els casos, es relaciona que en cas de defunció d'un pacient, la seva família presenta les receptes del metge al cap de metge que jutjarà si la mort ha estat natural o si ha estat per negligència, en aquest cas la família ho faria per tenir dret a una indemnització per part del metge. Els hospitals tenien espais separats per homes i dones, mentre que alguns hospitals només veien homes i altres hospitals, formats per dones metgesses, només veien dones. Mentre que les dones metgesses practicaven la medicina, moltes es centraven en gran manera en l'obstetrícia.

### Farmàcies
Els estudiosos àrabs van utilitzar els seus recursos naturals i culturals per contribuir al fort desenvolupament de la farmacologia. Creien que Déu havia proporcionat els mitjans per a una cura per a totes les malalties. Tanmateix, hi va haver confusió sobre la naturalesa d'algunes plantes antigues que existien durant aquest temps.
Una figura destacada que va influir en el desenvolupament de la farmàcia va utilitzar el nom de Joan Mesué (el Vell), que va dirigir la primera escola de medicina privada a Bagdad i va escriure tres grans tractats farmacèutics que consistien en treballs sobre medicaments compostos, humors i receptes farmacèutiques que proporcionaven instruccions sobre com s'havien de preparar. A l'oest llatí, aquestes obres es publicaven normalment juntes sota el títol "Opera Medicinalia" i es dividien en "De simplicubus", "Grabadin" i "Canones universales". Encara que la influència de Māsawaiyh va ser tan significativa que els seus escrits es van convertir en la font més dominant d'escrits farmacèutics, la seva identitat exacta encara no està clara.
En el passat, totes les substàncies que s'havien d'introduir al cos humà o a prop del seu cos s'etiquetaven com a medicaments, des de drogues, aliments, begudes, fins i tot perfums fins a cosmètics. La distinció més antiga entre medicina i farmàcia com a disciplines va començar al segle vii, quan van aparèixer els farmacèutics i els apotecaris als primers hospitals. La demanda de drogues va augmentar a mesura que augmentava la població. Al segle ix on la farmàcia es va establir com una professió independent i ben definida pels estudiosos musulmans. Molts historiadors diuen que l'obertura de la primera farmàcia privada al segle VIII marca la independència de la farmàcia de la medicina.

### Medicina
La teoria dels humors va dominar en gran manera durant aquesta època. El metge àrab Abu-Marwan Ibn Zuhr va demostrar que la sarna és causada per l'àcar de la sarna i que es pot curar eliminant el paràsit sense necessitat de purgar, hemorràgia o altres tractaments requerits pels humors, trencant amb la teoria dels humors de Galè i Avicenna.
Ar-Razí va diferenciar mitjançant una observació acurada la verola del xarampió, fins llavors estaven agrupades com una sola malaltia que causava erupcions basant-se en la ubicació i el moment de l'aparició dels símptomes i també va escalar el grau de gravetat i el pronòstic de les infeccions segons el color i la ubicació de les erupcions. Az-Zahrawí va ser el primer metge que va descriure un embaràs ectòpic i el primer que va identificar la naturalesa hereditària de l'hemofília. Pel que fa a les pràctiques higièniques, Ar-Razí, a qui se li va demanar una vegada que escollis el lloc per a un nou hospital a Bagdad, va suspendre trossos de carn en diversos punts de la ciutat i va recomanar construir l'hospital al lloc on la carn es va podrir més lentament. Ar-Razí és de vegades anomenat el "Pare de la pediatria" per escriure la monografia les malalties dels infants tractant la pediatria com un camp independent de la medicina.

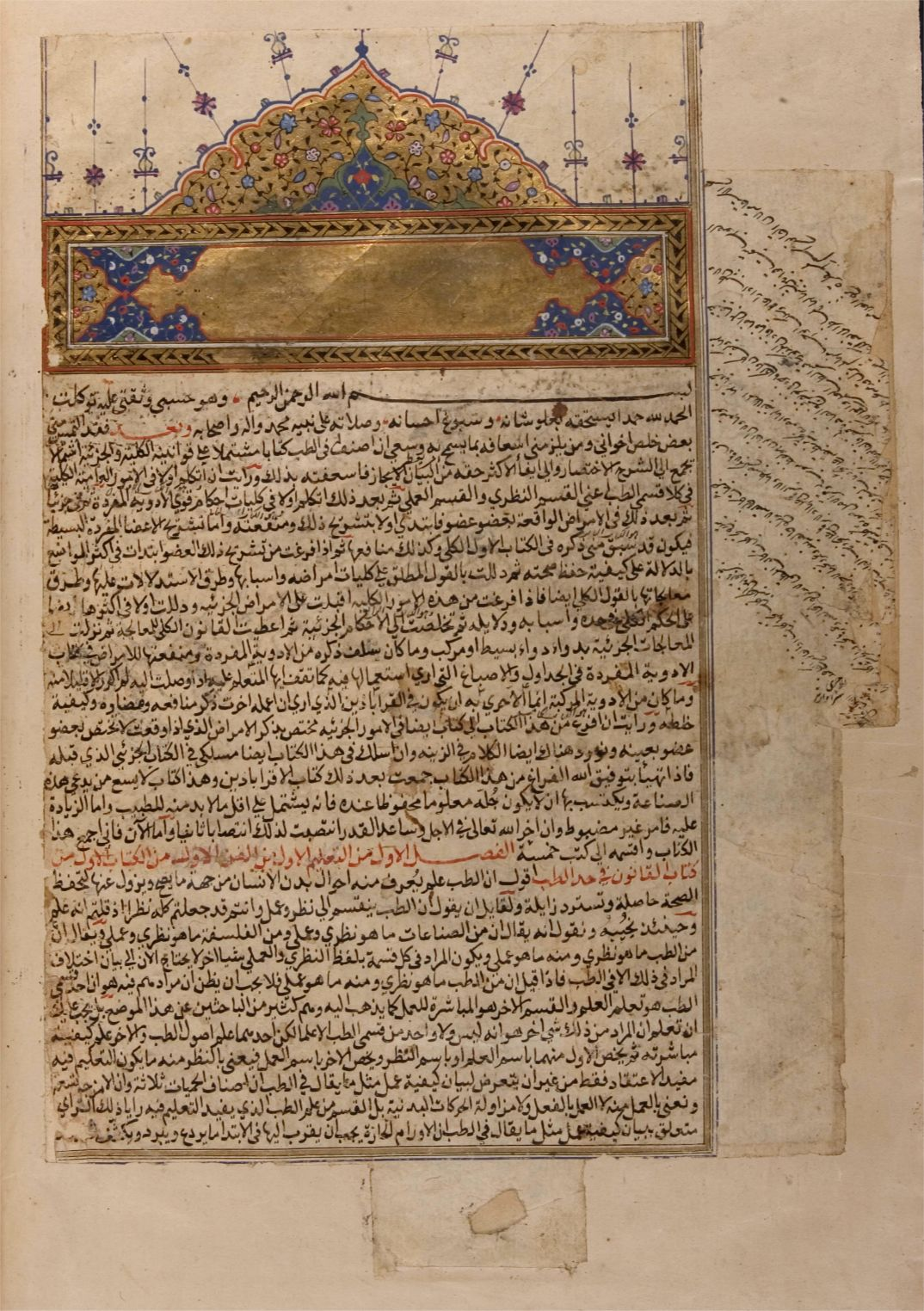
Primera plana del primer llibre del Kitāb al-Qānūn fī al-ṭibb (Llibre del cànon de la medicina) d'Avicenna

Per als estudiosos islàmics, els metges indis i grecs i els investigadors mèdics Sushruta, Galè, Mankah, Atreya, Hipòcrates, Charaka i Agnivesha eren autoritats preeminents. Per tal de fer la tradició índia i grega més accessible, entenedora i ensenyable, els estudiosos islàmics van ordenar i fer més sistemàtic el vast coneixement mèdic indi i grecoromà escrivint enciclopèdies i resums. Els erudits del passat foren criticats, com en el cas d'Ar-Razí, que va criticar i refutar les venerades teories de Galè, sobretot la Teoria dels humors. Va ser a través de les traduccions àrabs del segle XII que l'Europa medieval va redescobrir la medicina hel·lènica, incloses les obres de Galè i Hipòcrates, i va redescobrir l'antiga medicina índia, incloses les obres de Sushruta i Charaka. Obres com el Cànon de la Medicina d'Avicenna es van traduir al llatí i es van difondre per tot Europa sent publicat durant els segles XV i XVI més de trenta-cinc vegades i es va utilitzar com a llibre de text mèdic estàndard fins al segle XVIII a Europa.

### Cirurgia
Az-Zahrawí va viure al segle X i de vegades se'l coneix com el "pare de la cirurgia". Descriu el que es creu que és el primer intent de mastoplàstia per al tractament de la ginecomàstia i la primera mastectomia per tractar el càncer de mama. Se li atribueix la primera tiroidectomia i va escriure tres llibres de text sobre cirurgia, inclòs el Manual de practicants de medicina que conté un catàleg de 278 instruments utilitzats en cirurgia. El metge i cirurgià del segle XIII Ibn al-Quff va publicar nombrosos llibres, comentaris, tractats de cirurgia i va escriure Bàsics de l'art de la cirurgia, un manual mèdic general que cobreix anatomia, teràpia farmacològica i cura quirúrgica, que va ser, amb diferència, el text àrab més gran sobre cirurgia durant tot el període medieval.

## El pensament econòmic
Es creu que les primeres formes de mercantilisme i capitalisme es van desenvolupar a l'edat d'or de l'islam a partir del segle ix. El primer comerç islàmic va aplicar una sèrie de conceptes i tècniques, com ara lletres de canvi, formes de societat de negocis (mufawada) com les societats limitades (mudaraba) i les primeres formes de capital (al-mal), acumulació de capital (nama al-mal), xecs, pagarés, fideïcomisos (waqf), comptes de transaccions, préstecs, llibres majors i cessions. Les empreses organitzatives independents de l'estat també existien al món islàmic medieval, mentre que també es va introduir la institució de l'agència. L'Europa medieval va adoptar i desenvolupar molts d'aquests conceptes a partir del segle XIII. Una economia de mercat va florir al món islàmic sobre la base d'un sistema econòmic semblant al capitalisme mercantil. El treball va promoure la formació de capital a la societat islàmica medieval, i un nombre considerable de propietaris de fons monetaris i metalls preciosos van desenvolupar capital financer. Els capitalistes (sahib al-mal) es van situar en el punt àlgid del seu poder entre els segles IX i XII, però la seva influència va disminuir després de l'arribada dels ikta (propietaris de la terra) i després que la producció fos monopolitzada per l'estat, ambdós que van dificultar el desenvolupament del capitalisme industrial al món islàmic.

## Comerç i viatges
A part del Nil, el Tigris i l'Eufrates, els rius navegables eren poc freqüents a l'Orient Mitjà, per la qual cosa el transport per mar era molt important. Les ciències de la navegació estaven molt desenvolupades, fent ús del kamal, un sextant rudimentari, i combinades amb mapes detallats de l'època, permetien navegar a través dels oceans en lloc de vorejar la costa. Els mariners musulmans també van ser els responsables de la reintroducció de grans vaixells mercants de tres pals al Mediterrani.

## Agricultura
Els àrabs d'Al-Andalus van exercir un gran impacte en l'agricultura espanyola, incloent la restauració d'aqüeductes i canals de reg d'època romana, i la introducció de noves tecnologies com les séquies (derivades dels qanats de Pèrsia) i els jardins perses (com al Generalife). A la península ibèrica i Sicília, els àrabs van introduir conreus i productes alimentaris de Pèrsia i l'Índia com l'arròs, canya de sucre, taronges, llimones, plàtans, safrà, pastanagues, albercocs i albergínies, a més de recuperar el cultiu de l'olivera i la magrana d'època grecoromana. El Palmerar d'Elx és Patrimoni de la Humanitat per la UNESCO que és emblemàtic del llegat agrícola islàmic a Europa.

## Art i cultura

### Literatura i poesia
Rumi, poeta seljúcida del segle XIII va escriure algunes de les millors poesies en llengua persa. Altres poetes famosos de la llengua persa inclouen Hafez, Saadi, Firdawsí, Omar Khayyam i Amir Khusrow.
Les mil i una nits, una antologia de contes populars de l'Orient Mitjà compilada en llengua àrab durant l'època del califat abbàssida, ha tingut una gran influència en la literatura i la cultura popular occidental i de l'Orient Mitjà amb clàssics com Aladí i la llàntia meravellosa, Alí Babà i els quaranta lladres i Les aventures de Sindbad.

### Art

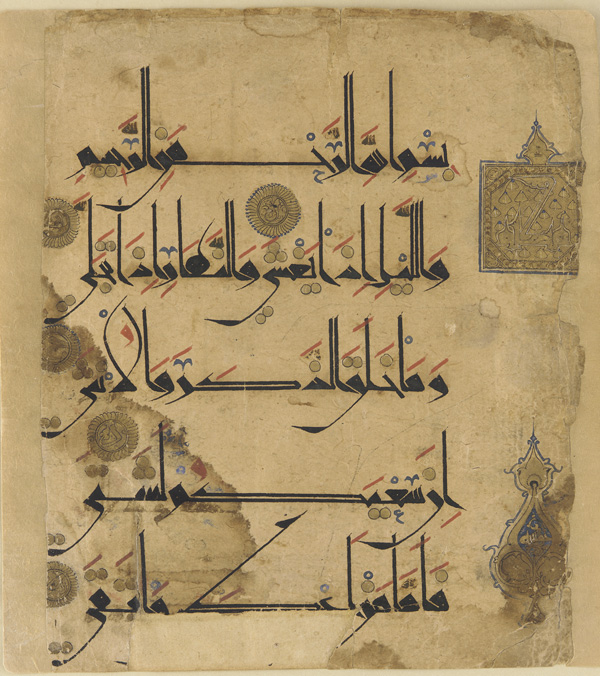
Manuscrit del de l'Alcorà escrit en cal·ligrafia cúfica.

La cal·ligrafia àrab, aspecte essencial de l'àrab escrit, es va desenvolupar en manuscrits i en decoració arquitectònica. Aquesta forma d'art visual es pot trobar adornant les parets dels palaus, l'interior i les cúpules de les mesquites, així com l'estructura circumdant dels minbars. La cal·ligrafia utilitzaria una varietat d'escriptures estilitzades i estandarditzades, dues escriptures principals, entre elles, la cúfica i naskh. La ceràmica, els treballs metàl·lics i la cristalleria també estaven brillantment decorades amb motius geomètrics i colors vibrants.
La il·luminació dels manuscrits va ser un art important, i la miniatura persa va florir al món persa influint en l'art de la miniatura a la cort otomana i mogol entre els segles XVI i XVII. Existeixen molt pocs registres supervivents de pintura mural, especialment aquells que representaven el rostre humà. Un exemple rar d'això són els fragments de principis del segle ix procedents de les ruïnes del palau Dar al-Khilafah de Samarra del període abbàssida. Es tracta de fragments de pintures murals més grans que representen dones del harem, roba de l'època i animals.

### Música
Els segles IX i X van veure una florida de la música àrab. El filòsof i esteta al-Farabí a finals del segle ix, va establir els fonaments de la teoria musical àrab moderna, basant-se en els maqam, o modes musicals. La seva obra es basava en la música de Ziryab, el músic de cort d'Andalusia, un reconegut polímata, les contribucions del qual a la civilització occidental van incloure menjar formal, talls de cabell, escacs i més, a més del seu domini de l'escena musical mundial del segle ix.
Els sumeris i accadis, els grecs i els perses van utilitzar les matemàtiques per crear notes utilitzades en llaüts i lires i altres instruments de corda. Partint de la idea que una corda pinçada o inclinada produeix una nota, van notar que una corda emetia un to diferent si es trepijta. "El gran descobriment" va ser escoltar la doble octava, atès que dividint una corda a la meitat produeix una nota una octava per sobre de la corda, amb notació en relació de dos a un.
Van mesurar les proporcions de longituds de corda d'un costat i de l'altre d'on es prement la corda, creant relacions. Aquestes proporcions els permetien comparar sons, per exemple, intervals de tercers, quarts, quintes i podien afinar una corda contra una altra en aquells intervals amb llaüts, lires, arpes, o cítares. Els llaüts els van donar la capacitat addicional de crear aquests intervals en una sola corda, afegint trasts a distàncies espaiades matemàticament en funció de les proporcions. A diferència dels instruments moderns, on els trasts es poden fixar permanentment al coll, com en una guitarra, els instruments més antics utilitzaven cordes de budell lligades al coll per als trasts, i això feia que els seus instruments fossin ajustables. Els primers músics podien afinar els seus instruments a diferents modes. Els intèrprets de llaüt podrien afinar les cordes a diferents intervals i ajustar encara més els trasts per als modes.
La barreja de cultures de l'Àsia central i Aràbia va donar lloc a diversos pensadors que van escriure sobre música, incloent alguna cosa sobre el llaüt a les seves obres, com al-Kindí, Ziryab, al-Farabi, Avicenna i Safí ad-Din al-Urmawí, que tot i ser criats a l'Àsia central escrivien en àrab la llengua franca del seu temps, i participaven de la societat i la cultura musulmana. Els àrabs tenien una escala musical tanbar, descrita per al-Farabí, que dividia la corda en "40 parts iguals" podria ser romanent de Babilònia i Assíria. Tanmateix, els àrabs van comerciar amb els perses i els van conquerir, i aquests van adoptar les escales perses per als seus llaüts, de la mateixa manera que van adoptar els llaüts perses de coll curt.
Ziryab es va traslladar de Bagdad a al-Andalus, on va establir una escola de música a al-Andalus, on es va establir, i que es convertiria en un centre de desenvolupament d'instruments musicals per a Europa. Va ser un dels primers a afegir una cinquena corda a l'ud, entre 822 i 852.
Al-Farabi va incorporar completament les obres d'Aristoxen de Tàrent i Claudi Ptolemeu a la seva teoria dels tetracordes, i va escriure entre llibres de molts temes, el Kitab al-Musiqa al-Kabir (el Llibre Major de la Música) en el qual detallava com afinar un ud utilitzant proporcions matemàtiques. Va donar instruccions tant per a 10 trasts com per a 12, dient on col·locar els trasts de corda de tripa lligats (i mòbils) al coll. La seva manera d'afinar va permetre una "afinació "ud de 12 trasts — que resulta... escala de 'doble octava'", amb 22 notes a cada octava.

### Arquitectura
La Gran Mesquita de Kairuan, antecessora de totes les mesquites del món islàmic occidental tret de les de Turquia i els Balcans, és un dels exemples millor conservats i més significatius de les primeres grans mesquites. Fundada el 670, la seva forma actual és en gran part del segle ix, constituïda per un minaret quadrat de tres nivells, un gran pati envoltat de pòrtics amb columnates i una enorme sala d'oració hipòstila coberta en el seu eix per dues cúpules.
La Gran mesquita de Samarra a l'Iraq es va completar l'any 851. Combinava l'arquitectura hipòstila de fileres de columnes que sostenien una base plana, sobre la qual es va construir un enorme minaret en espiral.
L'inici de la construcció de la Mesquita de Còrdova el 785 va marcar l'inici de l'arquitectura islàmica a al-Àndalus i al nord d'Àfrica. La mesquita destaca pels seus impactants arcs interiors. L'arquitectura morisca va arribar al seu punt àlgid amb la construcció de l'Alhambra, el magnífic palau/fortalesa de Granada, amb els seus espais interiors oberts i ventilats adornats de vermell, blau i daurat. Les parets estan decorades amb motius de fullatge estilitzats, inscripcions àrabs i treballs de disseny arabesc, amb parets cobertes de rajoles vidriades amb dibuixos geomètrics.
Actualment al Caire hi ha molts rastres de l'arquitectura fatimita, els exemples més definits inclouen la mesquita d'al-Azhar i la mesquita d'al-Hàkim.

## Declivi

### Factors culturals
El teòleg Abu-Hàmid al-Ghazalí, l'autor de La incoherència dels filòsofs, que ataca sobretot els filòsofs Avicenna i al-Farabí al segle XI, va esdevenir un pas important en l'ascens de l'aixarisme dins del pensament filosòfic i teològic islàmic, provocant un canvi cultural que va fugir de pensament científic. Tanmateix, s'argumenta que al-Ghazali era un admirador i partidari de la filosofia, però que criticava l'ús de la filosofia només en qüestions religioses. Alguns pensadors creuen que l'edat daurada no es va alentir després d'al-Ghazali, que va viure al segle XI o fins i tot als segles XVI o XVII.

### Factors polítics i econòmics
La hipòtesi dominant és que l'augment del poder polític de les elits va provocar la disminució de la producció científica en una tendència generalitzada al món no occidental, que va quedar per darrere d'Occident en la Gran divergència. El 1206, Genguis Kan va establir l'imperi Mongol que al segle xiii, va conquerir la major part del territori eurasiàtic, incloent la Xina i gran part del califat Abbàssida i el Rus de Kíev. La destrucció de Bagdad i la Casa de la Saviesa per Hülegü el 1258 ha estat vista com el final de l'Edat d'Or de l'Islam, però després de la caiguda de Bagdad, l'Iran i l'Àsia central van veure un floriment cultural en beneficiar-se d'un major accés intercultural a l'Àsia oriental sota la Pax Mongolica.